# Malâmati
Un malâmatî ou melâmî (« celui qui cherche le blâme », de l’arabe ملام malâm ou ملامة, malâma : « blâme », « critique », « reproche ») est un soufi qui, par souci de sincérité, fait exprès de se comporter de manière presque contraire à ce qu’il est vraiment, même si cela doit lui causer des ennuis et le discréditer publiquement. Cette attitude singulière, basée sur le rejet de tout formalisme ou extériorité de la spiritualité, se développe à partir du Khorassan (nord-est de l’Iran) au IXe siècle. 'Abd ar-Rahmân as-Sulamî, qui en est l'un des principaux protagonistes, explique que « la voie du blâme (Malâmatiyya) [consiste] à ne montrer rien de bien et ne cacher rien de mal ». Par la suite, ce courant fut important dans l'ensemble de l'Empire ottoman.